# Eduard Herzog (Bischof)

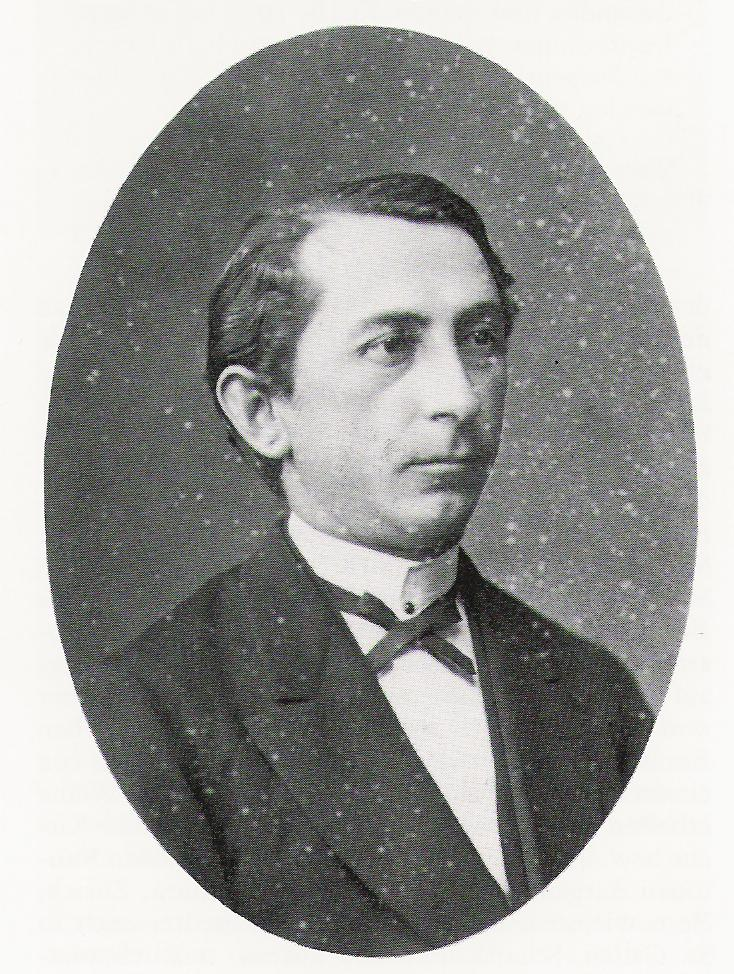
Eduard Herzog, ungefähr 35-jährig

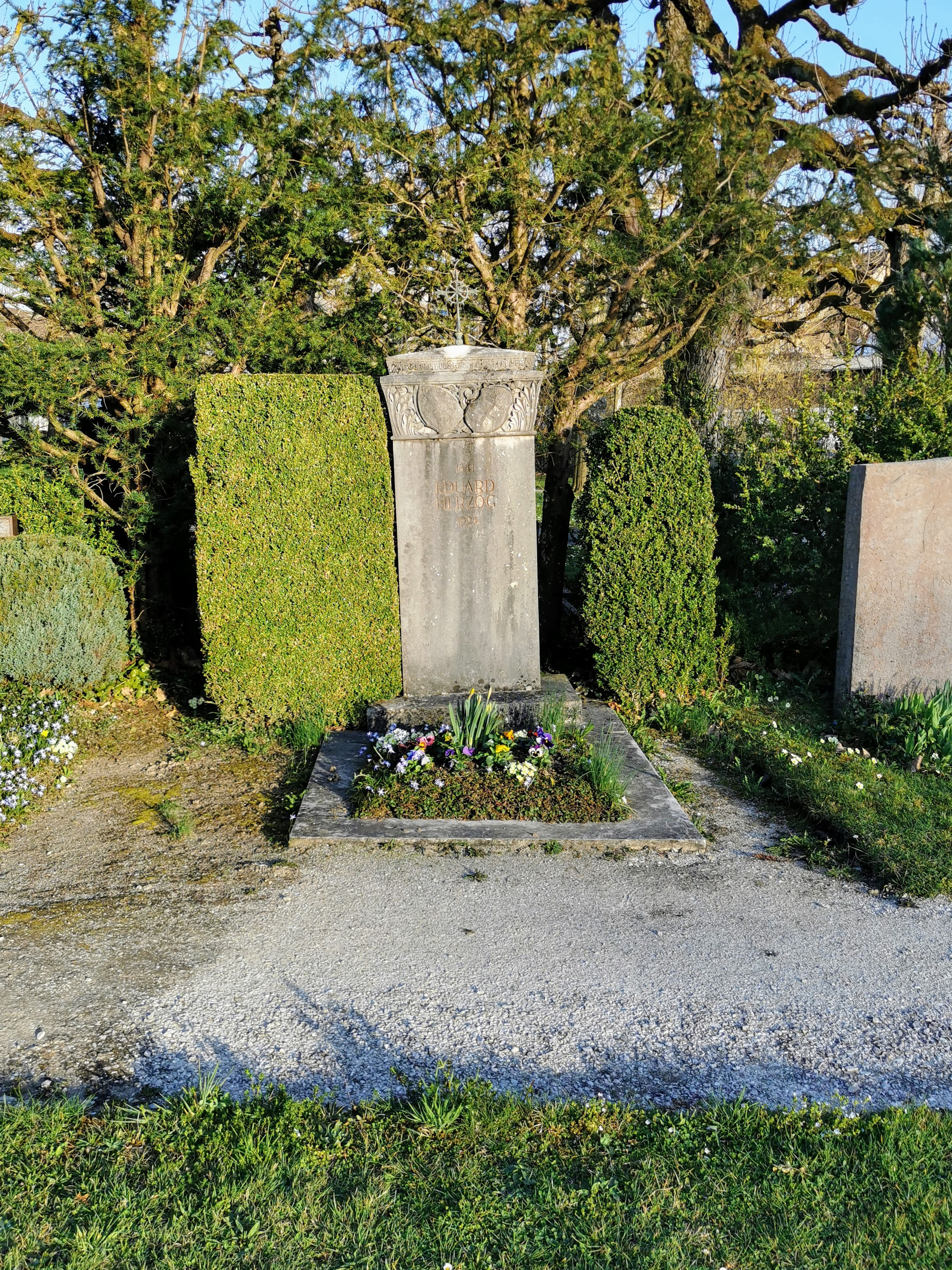
Grab von Eduard Herzog auf dem Bremgartenfriedhof

Eduard Herzog (* 1. August 1841 in Schongau, Kanton Luzern; † 26. März 1924 in Bern) war der erste christkatholische Bischof der Schweiz.

## Leben und Werk
Der Sohn eines Landwirts und Neffe des Luzerner Theologen Joseph Burkard Leu besuchte ab 1855 in Luzern das Gymnasium und begann dort ein Studium der Theologie, das ihn im Sommer 1865 und im Winter 1865/66 an die Universität Tübingen zu Karl Joseph von Hefele und im Sommer 1866 an die Universität Freiburg im Breisgau führte. Sein Studium schloss er am Priesterseminar in Solothurn ab. Am 16. März 1867 empfing Herzog die Priesterweihe. Er wurde Religionslehrer am Lehrerseminar in Rathausen und – nach zusätzlichen akademischen Vorbereitungen ab Herbst 1867 an der Universität Bonn unter anderem bei Franz Heinrich Reusch – im Herbst 1868 Professor der Exegese und Kirchengeschichte in Luzern.
Während des Ersten Vatikanischen Konzils gründete er im April 1870 die bis zum Ende jenes Jahres bestehende kritische Zeitschrift Katholische Stimme aus den Waldstätten. Während des im Juli 1870 ausgebrochenen Deutsch-Französischen Krieges diente er als Feldprediger im Berner Jura.
Zum Bruch mit der römisch-katholischen Kirche kam es im Zuge des Altkatholikenkongresses vom 19. bis 22. September 1872 in Köln, er bezeugte ihn in einem Abschiedsbrief an Bischof Eugène Lachat, den er in der Berner Tageszeitung Der Bund veröffentlichte.
Am 27. September 1872 wurde Eduard Herzog zum Pfarrer der alt-katholischen Gemeinde von Krefeld gewählt und auf Betreiben Walther Munzingers am 9. März 1873 als Pfarrer nach Olten berufen. Ab 1876 wirkte er als Pfarrer an der Kirche St. Peter und Paul in Bern sowie als Professor für Neues Testament der neu gegründeten (alt-)Katholisch-theologischen Fakultät der Universität Bern.
1876 wurde er zum Ehrendoktor der Universität Bern ernannt.
Auf der zweiten Session der christkatholischen Nationalsynode in Olten am 7. und 8. Juni 1876 wurde er zum ersten christkatholischen Bischof der Schweiz gewählt. Die Bischofsweihe empfing er am 18. September 1876 in der St. Martinskirche von Rheinfelden durch den altkatholischen Bischof in Deutschland, Joseph Hubert Reinkens. Am 6. Dezember 1876 sprach Papst Pius IX. in einer Bulle über Herzog die Exkommunikation und das Anathema (Kirchenbann) aus.
1884 gab Herzog das Pfarramt auf, um ein Jahr lang Rektor der Universität Bern zu werden. Während seines 48 Jahre währenden Episkopats (bis zu seinem Tod im Jahr 1924) leistete Herzog einen wesentlichen Beitrag zur theologischen und organisatorischen Festigung der christkatholischen Kirche in der Schweiz und engagierte sich für Beziehungen mit anglikanischen, später auch mit orthodoxen Kirchen.
Das Grab von Eduard Herzog befindet sich auf dem Bremgartenfriedhof in Bern.